# Суданский кризис беженцев (с 2023)

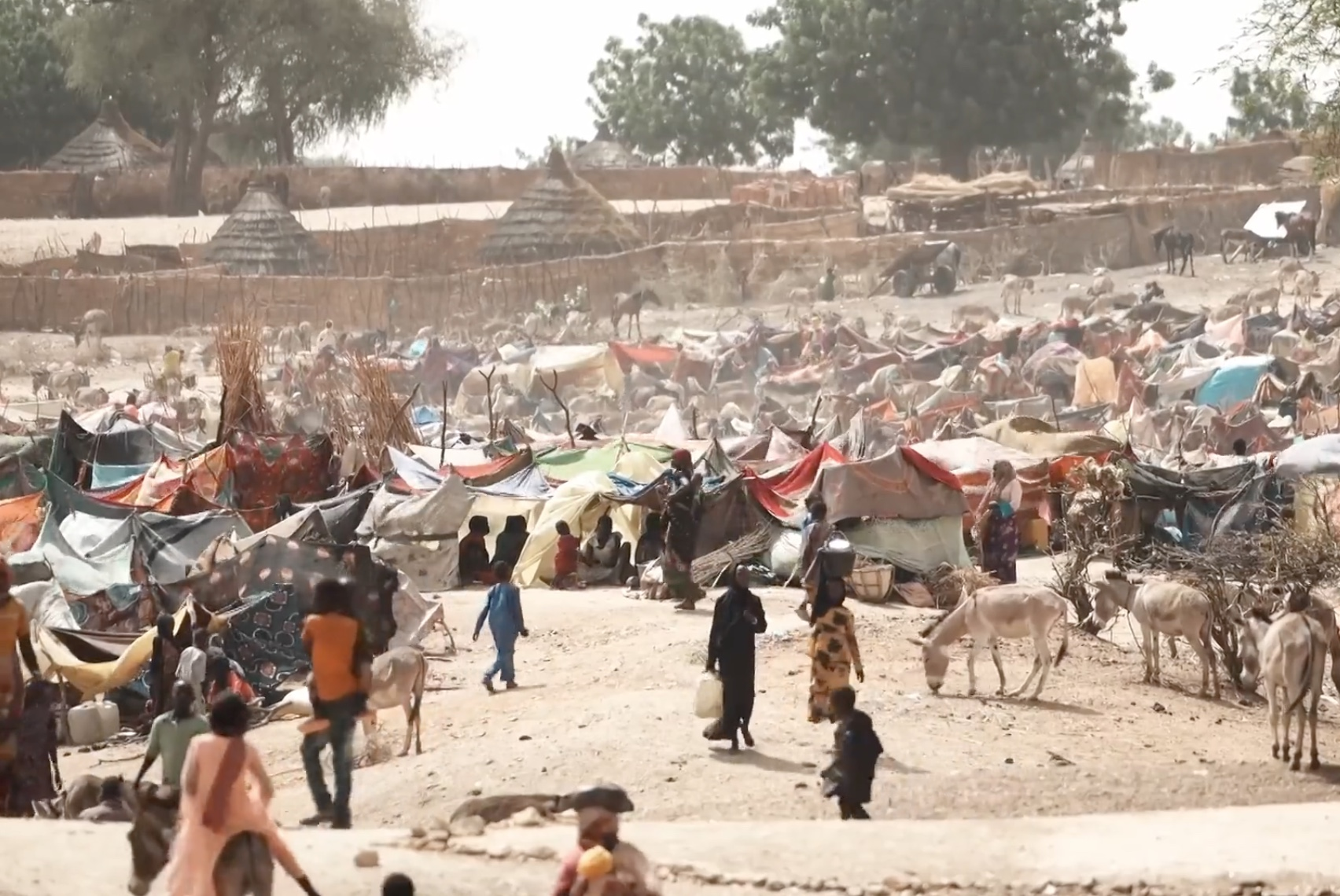
Лагерь суданских беженцев в Чаде, май 2023 года

Суданский кризис беженцев 2023 года возник в результате конфликта между Вооруженными силами Судана (ВСС) и военизированной организацией «Силы оперативной поддержки» (СОП).

## Накануне
До конфликта 2023 года многие суданцы бежали со своей родины во время Второй гражданской войны и войны в Дарфуре. Некоторые граждане Судана навсегда остались в других странах. Так, например, накануне апрельских событий только в Чаде их находилось не менее 400 000.
15 апреля 2023 года в стране вспыхнули новые боевые действия, охватившие сначала столицу Хартум, а вскоре и другие регионы страны. Сам конфликт стал следствием борьбы за власть, а также результатом неудачной попытки интегрирования Сил оперативной поддержки в ряды армии.
Многие жители столицы более 48 часов оставались без электричества и воды в своих домах, что усугублялось насилием, имевшим место во время месяца поста Рамадан. Из-за стрельбы на улицах жители Хартума не могли ходить в магазины за продуктами. Больницам не хватало персонала и материалов из-за наплыва раненых. Международная федерация обществ Красного Креста и Красного Полумесяца заявила, что оказывать гуманитарную помощь в окрестностях Хартума практически невозможно, и предупредила, что суданская система здравоохранения находится на грани краха.

## Беженцы

### Внутренние
Тысячи жителей Хартума бежали пешком или на машинах в более безопасные районы страны. Некоторые пострадали от грабежей. Около 300 жителей Хартума бежали на юго-восток в Эль-Гадариф , 3000 — в лагерь эфиопских беженцев Тунаидба в Восточном Судане, 28000 — в Вад-Мадани.

### Иностранные
С началом боевых действий мирные жители стремились покинуть Судан. Беженцы шли пешком или добирались на автобусах или автомобилях до сопредельных государств. С 15 по 24 апреля страну покинули более 30 000 человек. Основной поток беженцев приняли соседние Чад и Южный Судан. Беженцы в основном прибывали из Хартума и Дарфура.
Власти Чада сообщили о тысячах беженцев в первый день противостояния. В последующие дни ООН объявила о прибытии огромного количества людей, в основном из Дарфура. К 19 апреля их число достигло 20 000 человек. Почти все беженцы были женщинами и детьми.
23 апреля сотни мирных жителей прибыли автобусами к границе с Египтом.
24 апреля власти округа Ренк (Южный Судан) заявили о прибытии тысячи беженцев. По их оценкам, в то время в страну въехало не менее 10 000 человек, в основном женщин и детей.